# Юніон-сквер
40°44′08″ пн. ш. 73°59′26″ зх. д. / 40.735556° пн. ш. 73.990556° зх. д.
Ю́ніон-сквер (англ. Union Square) — одна з головних площ Мангеттена, створена на початку 1830-х років на сполученні вулиці Бауері з Бродвеєм. Її назва перекладається як «площа Об'єднання» — йдеться про об'єднання двох центральних магістралей Нью-Йорка — Бродвея та Парк-авеню або 4-а авеню. Парк-Авеню виникла на місці вулиці Бауері. З XIX століття площа відома як місце політичних демонстрацій і протестів. Чотири дні на тиждень тут працює ринок свіжих овочів.
Значну частину площі займає сквер, в якому стоять пам'ятники Аврааму Лінкольну (1870), маркізу де Лафаєту (1867, арх. Фредерік Бартольді, Махатми Ганді (1986), а також старовинний фонтан, виконаний за замовленням товариства борців за тверезість. Навідоміший монумент на Юніон-сквер — бронзова кінна статуя Джорджа Вашингтона (Г. К. Браун, 1856). Це перший пам'ятник, встановлений у Нью-Йорку після здобуття США незалежності.

## Розташування
Навколо площі розташовані квартали Гринвіч-Віллидж (південь), Челсі (захід), Флетайронський (північ) та Грамерсі (схід).
Юніон-сквер оточений великою кількістю магазинів, банків і торгових центрів. На південній стороні парку знаходяться такі заклади, як Forever 21, Shoe Mania, Nordstrom Rack, Best Buy і Whole Foods Market.

## В кіно
На Юніон-сквер знімалася ключова сцена фільму Ф. Ф. Копполи «Розмова», удостоєного «Золотої пальмової гілки».

## Галерея

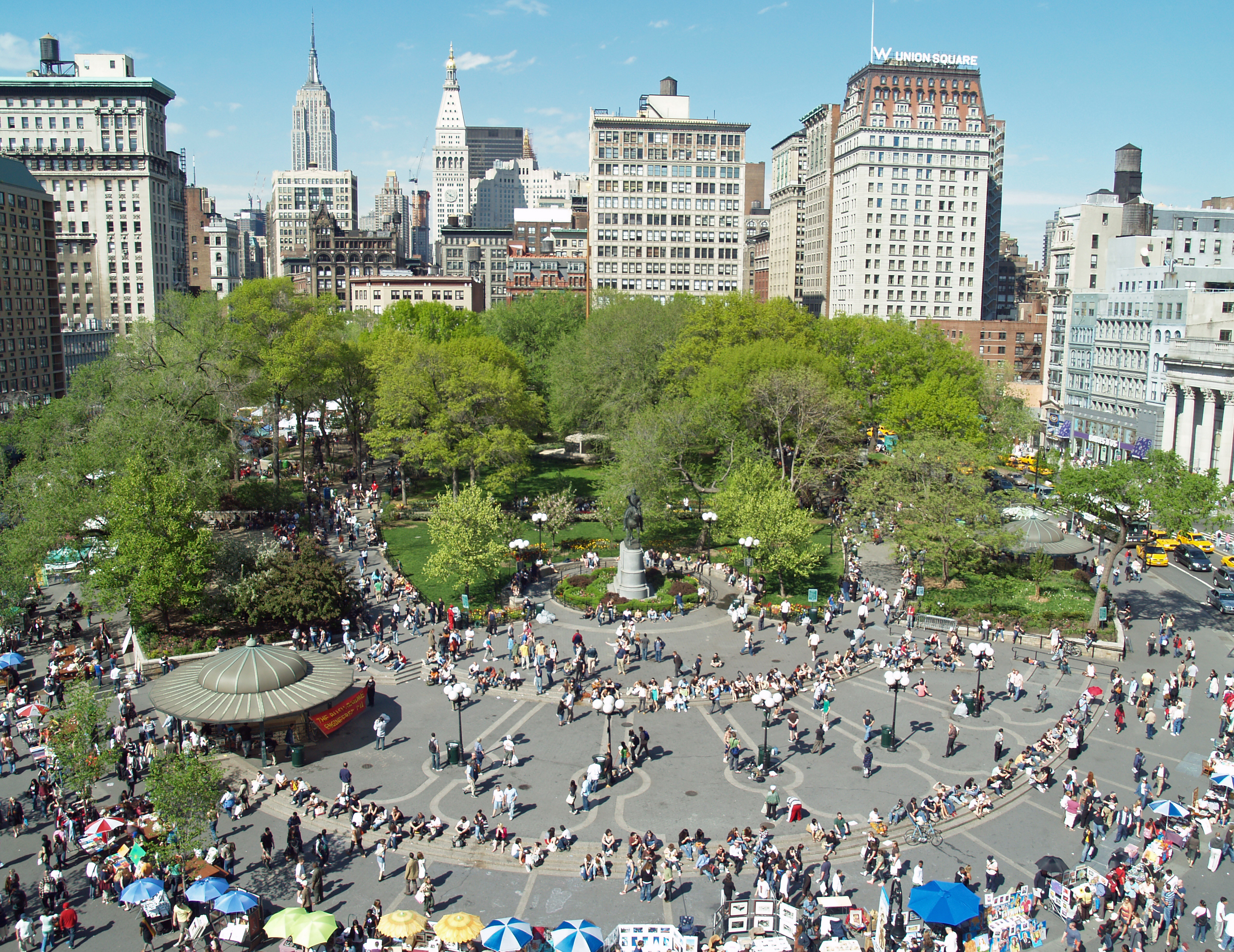
Юніон-сквер.
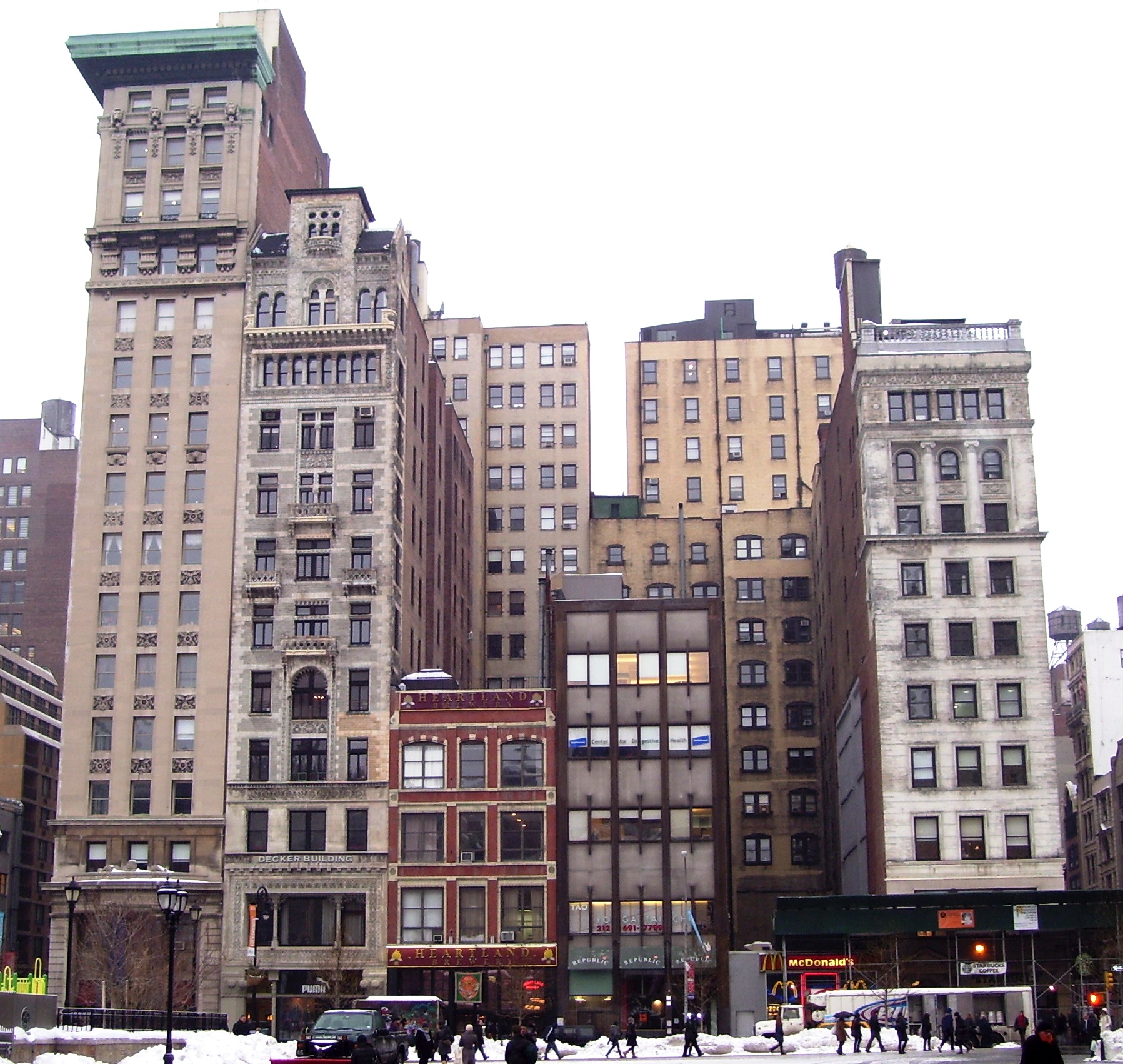
Будівлі на Юніон-сквер 31-41